# Together Again (Janet-Jackson-Lied)
Together Again (englisch für „Wieder zusammen“) ist ein Lied der US-amerikanischen Sängerin Janet Jackson, das im Oktober 1997 erschien.

## Entstehung und Veröffentlichung
Geschrieben wurde das Lied von der Interpretin selbst, zusammen mit René Elizondo Jr., James Harris III und Terry Lewis. Jackson und Lewis zeichneten zudem, mit Lewis’ Produktionspartner Jimmy Jam, für die Produktion verantwortlich. Das Arrangement dauerte im Tonstudio nur 30 Minuten, für Melodie und Text wurde ebenso wenig Zeit benötigt. Die Melodie ist durch Donna Summers Last Dance (Juli 1978) inspiriert, jedoch nannte Jackson bei MTV News Runaway von Masters at Work (1996), da sie es an ihrem ersten Besuch im Studio 54 erinnerte.
Die Erstveröffentlichung von Together Again erfolgte am 6. Oktober 1997 bei Virgin Records, als Teil von Jacksons sechsten Studioalbum The Velvet Rope (Katalognummer: 8447622). Am 1. Dezember desselben Jahres erschien das Lied als zweite Singleauskopplung aus dem Album. Diese erschien am gleichen Tag als 2-Track-CD-Single mit einem Remix als B-Seite (Katalognummer: 8947492) sowie als CD-Maxi-Single mit sechs verschiedenen Versionen des Liedes (Katalognummer: 8947482).

## Inhalt
Together Again ist einer Freundin von Jackson gewidmet, die kurz zuvor an AIDS verstarb und auch allen betroffenen Opfern, wie es auch im Begleitheft zu The Velvet Rope steht. Ursprünglich als Ballade geschrieben, wurde das Lied als Dance-Pop-Titel neu arrangiert. Darüber hinaus wollte Jackson in Together Again Einflüsss der Discomusik aufgreifen. Jacksons Inspiration hierzu war ein Fanbrief, von einem Jungen aus Großbritannien, der seinen Vater verloren hatte, dies verband sie mit ihrer Freundin. Später folgte die Idee daraus, ein „fröhliches“ Lied zu komponieren.

## Musikvideo
Zu Together Again existieren zwei Musikvideos: In der ersten Fassung übernahm Seb Janiak die Regie und für die Choreografie war Tina Landon verantwortlich. Es zeigt unter anderem Jackson und ihre Tänzer vor dem afrikanischen Hintergrund, Seite an Seite mit den Tieren, tanzend. Diese Version wurde bei den MTV Video Music Awards 1998 in der Kategorie Best Dance Video nominiert.
Im zweiten Musikvideo unter der Regie von René Elizondo Jr. sind Janet Jackson und ihr Liebhaber in einer Wohnung zu sehen. Beide Videos sind auf der DVD-Edition von All for You (2001) und der Videocompilation From Janet to Damita Jo: The Videos (2004) enthalten.

## Kommerzieller Erfolg

### Chartplatzierungen
| ChartsChartplatzierungen       | Höchstplatzierung | Wochen |
| ------------------------------ | ----------------- | ------ |
| Deutschland (GfK)              | 2 (24 Wo.)        | 24     |
| Österreich (Ö3)                | 6 (14 Wo.)        | 14     |
| Schweiz (IFPI)                 | 2 (22 Wo.)        | 22     |
| Vereinigte Staaten (Billboard) | 1 (46 Wo.)        | 46     |
| Vereinigtes Königreich (OCC)   | 4 (19 Wo.)        | 19     |

| ChartsJahrescharts (1997)    | Platzierung |
| ---------------------------- | ----------- |
| Vereinigtes Königreich (OCC) | 34          |

| ChartsJahrescharts (1998)      | Platzierung |
| ------------------------------ | ----------- |
| Deutschland (GfK)              | 18          |
| Österreich (Ö3)                | 32          |
| Schweiz (IFPI)                 | 17          |
| Vereinigte Staaten (Billboard) | 6           |
| Vereinigtes Königreich (OCC)   | 32          |

### Auszeichnungen für Musikverkäufe
| Land/Region                  | Auszeichnungen für Musikverkäufe (Land/Region, Auszeichnung, Verkäufe) | Verkäufe  |
| ---------------------------- | ---------------------------------------------------------------------- | --------- |
| Australien (ARIA)            | Platin                                                                 | 70.000    |
| Belgien (BRMA)               | Platin                                                                 | 50.000    |
| Deutschland (BVMI)           | Platin                                                                 | 500.000   |
| Frankreich (SNEP)            | Platin                                                                 | 500.000   |
| Neuseeland (RMNZ)            | Gold                                                                   | 5.000     |
| Niederlande (NVPI)           | Gold                                                                   | 50.000    |
| Schweden (IFPI)              | Gold                                                                   | 15.000    |
| Schweiz (IFPI)               | Gold                                                                   | 25.000    |
| Vereinigte Staaten (RIAA)    | Platin                                                                 | 1.000.000 |
| Vereinigtes Königreich (BPI) | Platin                                                                 | 800.000   |
| Insgesamt                    | 4× Gold · 6× Platin ·                                                  | 3.015.000 |

Hauptartikel: Janet Jackson/Auszeichnungen für Musikverkäufe

## Coverversionen
- 2007: Jessica Mauboy
- 2023: Louise
- 2023: Fifty Fifty feat. Kaliii – Barbie Dream